# خوليو رامون ريبيرو
خوليو رامون ريبيرو (بالإسبانية: Julio Ramón Ribeyro)‏, ولد في مدينة ليما عاصمة البيرو في 31 أغسطس من عام 1929, هو أحد كتاب أمريكا اللاتينية المشهورين, وتعتبر قصصة في الأدب الأسباني, من كلاسيكيات الأدب المعاصر. كتب خوليو للمسرح, ومقالات أدبية وغيرها, لكنة برز كقاص في الدرجة الأولى.
درس ريبيرو الأجب والحقوق في الجامعة الكاثوليكية في البيرو, وانتقل الي باريس عام 1960, حيث عمل كصحفي في أحد الصحف, ومن ثم عمل كمستشار ثقافي وسفير لليونيسكو.
فمت ترجمة أعمالة إلى عدة لغات منها الإنجليزية والفرنسية وحتي العربية. فتوفي في نفس العام الذي كرم فية بجائزة تقجر ب100,000 دولار أمريكي, وتوفي الكاتب المرموق 4 من شهر ديسمبر من عام 1994, في المدينة التي ولد بها.

## الأسلوب
أهم ما يميز أسلوبة القصصي هو المحاقظة على دهشة القارئ, فهو يضع شخصيات القصة في مواقف تجعلة أسير حيرة غير متوجسة، ثم في اندهاش لا مفر منه. إن العالم الخيالي لدي ريبيرو ينزلق بشكل غير واعٍ تقريباً من خلف المشاهد والظروف التي عادةً تكون من الحياة الواقعية المنتمية للحياة اليومية في وضع يبدو في البداية بلا مفاجئات’ لكنة في الحقيقة يقف على رمال متحركة, حيث تدخل المفاجئة في أي لحظة غير متوقعة من قِبَل القارئ, فتحكم علي الشخصية ولو بشكل ضمني, حالة القلق الدائم. فلا حقيقة لظهور الأمور وما يمكن أن يختفي في أي لحظة تحت نزوة ما للصدفة. يحمس ريبيبرو قارئة دائما لمشاركة ألعاب خيالة البهلوانية.

## روابط خارجية
- خوليو رامون ريبيرو على موقع IMDb (الإنجليزية)
- خوليو رامون ريبيرو على موقع الموسوعة البريطانية (الإنجليزية)